# فصل المقال شرح كتاب الأمثال
فصل المقال شرح كتاب الأمثال كتاب في جمع وشرح الأمثال، ألَّفه عبد الله بن عبد العزيز البكري الأندلسي (ت 487هـ)، نشرَت مؤسسة الرسالة الكتاب بتحقيق وتقديم إحسان عباس، وعبد المجيد عابدين في بيروت، حيث نُشرَت الطبعة الأولى في عام 1971 م.

## المحتويات
يحتوي الكتاب على 20 بابًا، مسبوقًا بمقدمة ومعلومات عن التحقيق كالآتي:
- مقدمة التحقيق
- تحقيق الكتاب
  - نُسَخ الكتاب
  - منهجنا في التحقيق
- الباب الأول: في حفظ اللسان
- الباب الثاني: جماع الأمثال التي في معايب المنطق ومساويه
- الباب الثالث: في جماع أحوال الرجال واختلاف نعوتهم وأحوالهم
- الباب الرابع: الأمثال في الأقربين من أسرة الرجل وعترته
- الباب الخامس: الأمثال في مكارم الأخلاق
- الباب السادس: أبواب أمثال الجود والمجد
- الباب السابع: أبواب أمثال الخلة والصفاء
- الباب الثامن: أبواب الأمثال في المعاش والأموال
- الباب التاسع: أبواب الأمثال في العلم والمعرفة
- الباب العاشر: الأمثال في أهل الألباب والحزم
- الباب الحادي عشر: الحوائج وما فيها من الأمثال
- الباب الثاني عشر: باب جامع أمثال الظلم وأنواعه
- الباب الثالث عشر: الأمثال في المعايب والذم
- الباب الرابع عشر: أمثال الخطأ والزلل في الأمور
- الباب الخامس عشر: الأمثال في البخل وصفاته وأشكاله
- الباب السادس عشر: ذكر الأمثال في صنوف الجبن وأنواعه
- الباب السابع عشر: في الأمثال في مرازي الدهر
- الباب الثامن عشر: ذكر الأمثال في الجنايات
- الباب التاسع عشر: ذكر الأمثال في منتهى التشبيه
- الباب العشرون: باب الأمثال في اللقاء وأوقاته